# The Rainbow Children
Albums de Prince
Rave Un2 the Joy Fantastic
(1999) N.E.W.S
(2003)
The Rainbow Children est le 19e album de Prince enregistré en studio. Il paraît en novembre 2001, quelques mois après une distribution via le site internet de l'artiste. Il est salué par la critique et les fans de l’artiste pour son côté jazz, surprenant et envoûtant.

## Analyse
Cet album-concept illustre les thèmes de la spiritualité, la sexualité, l'amour et le racisme, à travers l'histoire fictive d'une société utopique inspirée de Martin Luther King. Il semble que l'artiste ait voulu se réinventer en profondeur et expérimenter de nouvelles choses à la suite de sa conversion religieuse.
C'est le premier album où Prince donne une direction clairement tournée vers le jazz. À l'écoute, l'enchaînement se passe de façon très souple bien que chaque titre soit très différent. Le bon enchaînement est certainement dû au changement de rythme (et de volume) au début et à la fin de chacune de ces compositions et à la voix graveleuse qui accompagne l'auditeur avec une transition.
Certains titres sont plus purement jazz que d'autres, au sens traditionnel, c'est-à-dire avec la présence accrue d'une mélodie, d'instruments cuivres et de longs solos : ce sont  The Work et 1+1+1 is 3.
Rainbow Children qui ouvre l'album fera partie des morceaux de style Jazz fusion ; dans cette catégorie se classe aussi le titre Digital Garden qui expérimente des instruments ou des sonorités innovantes, parfois provenant de cultures africaines ou orientales. 
Viennent s’incruster plusieurs ballades : Mellow et She Loves Me 4 Me et un morceau instrumental : The Sensual Everafter.
L'album s'achève sur Last December, une composition caractérisée par sa longue coda et son arrangement étoffé.
Enfin, The Everlasting Now et Family Name sont les morceaux qui tendent le plus vers le style funk habituel de l'artiste, sans s'éloigner du jazz.

## Liste des titres
| No  | Titre                 | Durée |
| --- | --------------------- | ----- |
| 1.  | Rainbow Children      | 10:03 |
| 2.  | Muse 2 the Pharaoh    | 4:21  |
| 3.  | Digital Garden        | 4:07  |
| 4.  | The Work, pt. 1       | 4:28  |
| 5.  | Everywhere            | 2:55  |
| 6.  | The Sensual Everafter | 2:58  |
| 7.  | Mellow                | 4:24  |
| 8.  | 1+1+1 is 3            | 5:17  |
| 9.  | Deconstruction        | 2:00  |
| 10. | Wedding Feast         | 0:54  |
| 11. | She Loves Me 4 Me     | 2:49  |
| 12. | Family Name           | 8:17  |
| 13. | The Everlasting Now   | 8:18  |
| 14. | Last December         | 7:58  |

## Musiciens
- John Blackwell : batterie.
- Jerome "Najee" Rasheed : saxophone, flûte.
- The Hornheads (Michael B. Nelson, Brian Gallagher, Kathy Jensen, Dave Jensen et Steve Strand) : saxophone, trompette, trombone.
- Larry Graham : basse sur The Work Pt.1 et Last December.
- Femi Jiya, Kip Blackshire, Morris Hayes : chœurs.
- Prince : voix et tous autres instruments.